# Majda Sepe
Majda Sepe, född Bernard 2 juli 1937 i Ljubljana, död där 11 april 2006, var en slovensk pop- och jazzsångerska. Hon var en av Sloveniens mest prominenta artister.
Sepe deltog flera gånger i den jugoslaviska uttagningen till Eurovision Song Contest. Första gången var 1962 då hon framförde bidraget Sulamit och kom på andra plats efter Lola Novaković. Hon återkom till tävlingen 1969 och kom igen på andra plats med bidraget Grad iz peska. Hon deltog igen 1971 med bidraget Regrat (sjätte plats), 1973 med bidraget Nekoč, nekje (nionde plats), 1974 med Najin sin (elfte plats) och 1976 med Gledam te (andra plats).
Hon deltog även flera gånger i den slovenska musikfestivalen Slovenska popevka, som hon vunnit två gånger: 1973 med Med iskrenimi ljudmi och 1974 med  Uspavanka za vagabunde.
Majda Sepe var gift med kompositören Mojmir Sepe.

## Diskografi

### Album & EP
- Majda Sepe (1961)
- U Duetu (1962) – med Marjana Deržaj
- Bele Ladje (1962) – med Nino Robić
- Medison (1963)
- Triglavska Pravljica (1966)
- Marioneta (1967)
- Peter Brown (?)
- Vse Moje Besede (1978)
- Med Iskrenimi Ljudmi (1996)

### Singlar
- To Su Djeca/Človek Ki Ga Ni (1969) – med Ibrica Jusić
- Sirota (1970)
- Ringa Raja (1971)
- Srce In Cigan/Regrat (1971)
- Pokraj Puta Kuća Žuta (1972)
- Butterfly (1972)
- Zbogom, Zbogom Dragi Moj/V Senci Mojih Misli (1973)
- Vagabund/Mama (1973)
- Uspavanka Za Mrtve Vagabunde/Dober (1974) – med Edvin Fliser
- Pismo Za Mary Brown/Barbara (1976) – med Braco Koren
- Kraljica Noći (1976)
- Čovik Ča Ga Više Ni/Ribič, Ribič Me Je Vjel (1979)

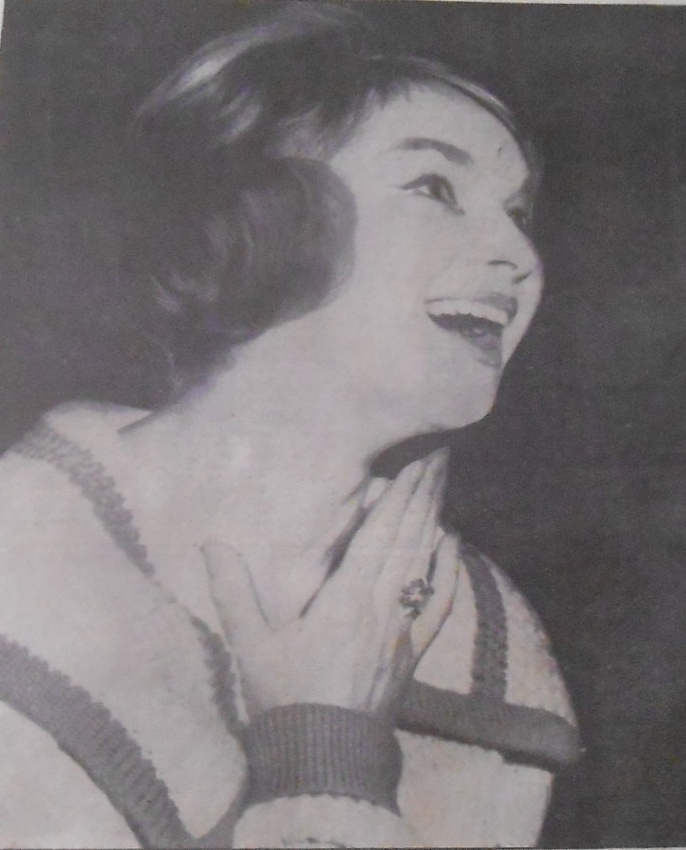
Majda Sepe, 1959
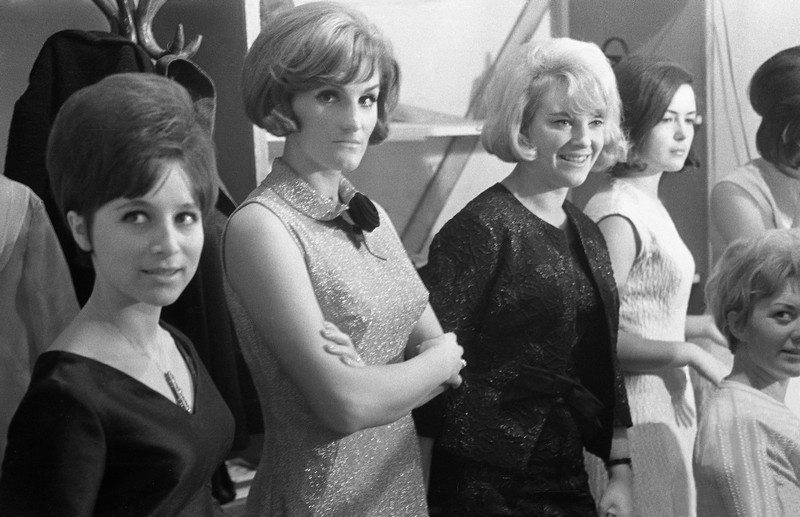
Berta Ambrož, Elda Viler och Majda Sepe på Opatija '65-festivalen
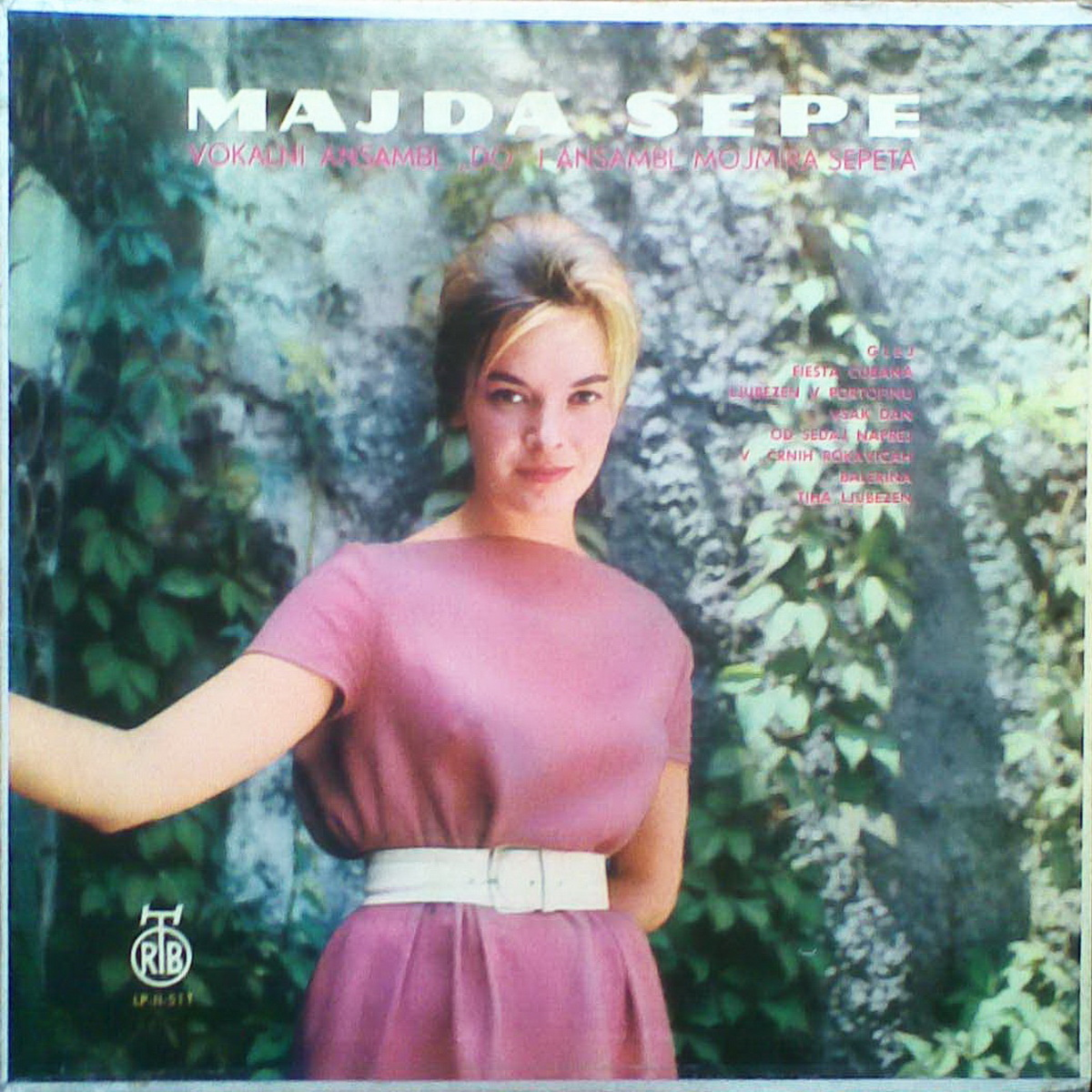
Album Glej pevke (1961)
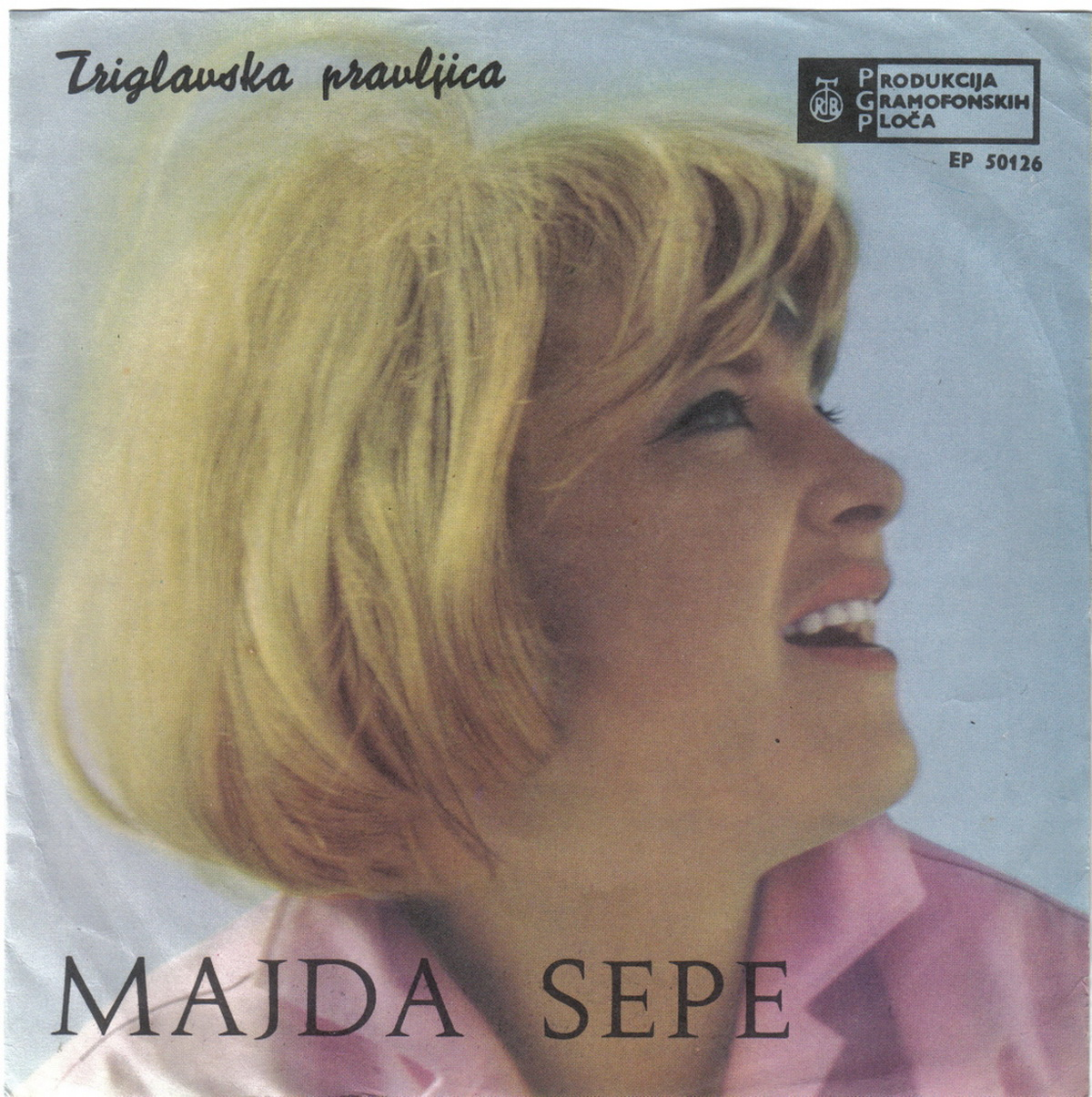
Album Triglavska Pravljica (1966)
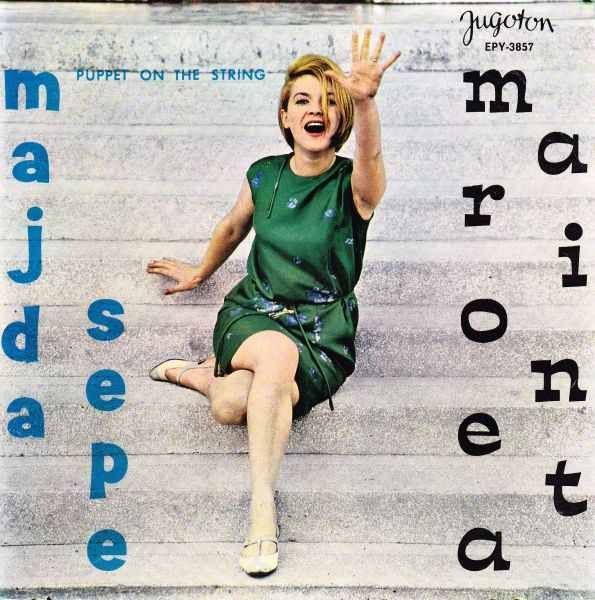
Album Marioneta (1967)